# Intermezzo II
Intermezzo II — мини-альбом норвежской блэк-метал-группы Satyricon, вышедший в 1999 году. Мини-альбом получил 9 из 10 баллов в немецком журнале Rock Hard.
Трек «Nemesis Divina» записан в январе 1996 года, остальные треки — в январе 1999 года.

## Список композиций
1. A Moment of Clarity — 6:40
2. I.N.R.I. — 02:11 (At 251 BPM) (кавер Sarcófago)
3. Nemesis Divina — 5:16 (ремикс)
4. Blessed from Below: Melancholy/Oppression/Longing — 6:03

## Участники записи
- Сатир (Сигурд Вонгравен) — гитара, бас-гитара, клавишные, вокал
- Фрост (Кьетил-Видар Харальдстад) — ударные
- Sanrabb — гитара на «A Moment of Clarity» и «INRI»
- Ingar Amlien — бас-гитара на «A Moment of Clarity» и «INRI»
- Vegard Blomberg — клавишные на «A Moment of Clarity» и «INRI»